# Daïra d'Ouled Fares
La daïra d'Ouled Fares est une daïra d'Algérie située dans la wilaya de Chlef et dont le chef-lieu est la ville éponyme de Ouled Fares.

## Localisation
La daïra d'Ouled Fares est située au Nord-Ouest de la wilaya de Chlef.

## Communes de la daïra
La daïra d'Ouled Fares est composée de trois communes : Ouled Fares, Chettia et Labiod Medjadja.